# Erwin Schmider
Erwin Schmider (* 26. August 1938 in Kinzigtal) ist ein ehemaliger deutscher Endurosportler.
Schmider sorgte vor allem im Motorradgeländesport für Furore. Zu einem Zeitpunkt, als es noch keine Einzel-Weltmeisterschaft gab, wurde Erwin Schmider elfmal Europameister – ein bis zum heutigen Tag unerreichter Rekord. Mit dem BRD-Trophy-Team siegte er bei der Internationalen Sechstagefahrt, gewann außerdem im Quartett die Internationale Silbervase. 21-mal ging er bei den Six Days an den Start – 16-mal beendete er die weltgrößte und traditionsreichste Geländesportveranstaltung mit dem Gewinn der Goldmedaille.
Seine nationalen Erfolge sind ebenfalls unerreicht. Neben 21 Titeln im Motorradgeländesport wurde Schmider auch vier Mal Deutscher Moto-Cross-Meister und gewann neunmal die OMK-Goldmedaille im Trialsport.

## Sportlicher Werdegang
Der im Schwarzwald geborene Schmider interessierte sich seit seiner Jugend für den Motorradsport. NSU-Werksfahrer Werner Haas war sein Vorbild. Folgerichtig sparte er sich eine NSU Max zusammen.
1956 ging er erstmals bei einer Geländefahrt an den Start. Bereits zwei Jahre später gewann Schmider seinen ersten nationalen Titel auf einer NSU. 1959 wurde er von der OMK für das Trophy-Team der BRD nominiert. 1961 gewann Schmider mit der Mannschaft die Internationale Sechstagefahrt in Llandrindod Wells, Wales. Fünf Jahre später gelang ihm mit dem Silbervasen-Quartett der Sieg in Villingsberg, Schweden. 1967 wie auch 1977 wurde er punktbester Einzelfahrer aller Six-Days-Teilnehmer.
1968 erkämpfte sich Schmider seine erste Europameisterschaft. Er brachte es fertig, den Titel in ununterbrochener Folge bis einschließlich 1978 zu verteidigen. Dies gelang ihm in den Hubraumklassen bis 50, 100, 175 und 500 cm³ auf Spezial-Motorrädern der Marken Zündapp und Jawa.
Für seine sportlichen Leistungen wurde er bereits am 13. März 1969 mit dem Silbernen Lorbeerblatt ausgezeichnet.
Erwin Schmider beendete 1988 seine motorsportliche Laufbahn nach 32 Jahren.